# Elmsted
Elmsted – wieś w Anglii, w hrabstwie Kent, w dystrykcie Folkestone and Hythe. Leży 37 km na wschód od miasta Maidstone i 89 km na południowy wschód od centrum Londynu.